# トラツクオー
トラツクオー（1948年4月28日 - 没年不詳）は、日本の競走馬。本文中の馬齢は旧表記とする。

## 経歴
1948年4月28日、北海道浦河郡浦河町にて生誕。牧場での育成を経て北海道の有力地方政治家であり、トラック運送事業者でもあった岩本政一の所有となった。そして中山競馬場の久保田金造厩舎へ入厩する。
1950年7月26日、函館競馬場での3歳新馬戦で関西の有力騎手であった浅見国一が手綱を取りデビュー戦を走り1着となる。その後2勝して9月3日の3歳オープン特別競走の札幌ステークス（札幌競馬場、砂 1,200m）に出走、1番人気に支持されたが、トキノミノルの前に大差で敗れる。
3歳秋は浅見の地元である関西へ遠征し、5戦して2勝、阪神3歳ステークス（阪神競馬場 芝 1,200m）で重賞初挑戦するも、ミネハル（武輔彦厩舎）の前にハナ差の2着に敗れ、暮れの朝日杯3歳ステークス（中山競馬場 芝 1,100m）では2度目の対決となったトキノミノルの前にまたも3着と敗れた。
1951年、4歳になると1月に1戦した後、3ヶ月の休養に入り、休養明けから浅見から田中康三に乗り替わりとなる。同年4月から4週連続で出走し、更に2週間置いて5月に3週連続出走と現在の競走馬のローテーションでは考えられぬ強行軍の日程をこなしたが、皐月賞は8着、東京優駿は15着と大敗した。この年の二冠馬トキノミノルとは5回対戦したがすべて大差を付けられて一度も勝つことは出来なかった。
東京優駿の後、一戦を走って夏の北海道へ遠征して札幌競馬場で6戦4勝し、札幌記念で古馬に混じって3着に入るなど進境を見せる。北海道遠征以降は主戦騎手が小林稔となっている。その後に関西へ移動し、チャレンジカップ（阪神競馬場、芝 2,400m）3着、4歳オープン戦で1勝して11月3日の第12回菊花賞（京都競馬場、芝 3,000m）に出走、5番人気ながらイツセイ、サチホマレ、クモワカを退けて最後の一冠を手中に収めた。菊花賞の後、12月16日の鳴尾記念（阪神競馬場、芝 2,400m）では66kgのハンデをものともせず、1番人気に応えて優勝した。
1952年、5歳となると1月に2戦した後、重賞の阪神記念（阪神競馬場、芝 2,400m）を含む3連勝で第25回天皇賞（春）（京都競馬場、芝 3,200m）に臨むも、1番人気のミツハタとの競り合いの前に頭差で敗れた。天皇賞の後、夏場は北海道へ遠征し、函館記念（函館競馬場、芝 2,400m）で1着、札幌記念2着など6戦4勝の成績で終えるなど好調を保って11月16日の第26回天皇賞（秋）（東京競馬場、芝 3,200m）に出走し、1番人気に応えて2着のヒロホマレに6馬身差をつける逃げ切り勝ちで古馬最高の栄冠を手にした。
1953年、6歳となっても現役を続行するが、斤量の関係で金杯（京都競馬場、芝 2,400m）と4月の東京競馬場でのオープン競走で勝った以外は2着、3着に泣くレースも多かった。
引退レースとなった11月29日の毎日王冠（東京競馬場、芝 2,500m）は、チエリオ、タカハタ、クインナルビー、レダなどメンバーが揃っていたが二本柳俊夫の手綱の下で1着となった。
3歳夏から6歳冬まで休み無く走り続けて75戦を消化したタフな馬で、28勝を上げ、初の1000万円賞金獲得馬となった。
引退後のトラツクオーは宮城県や青森県で種牡馬として供用されたが、これといった産駒を出すことはなかった。

## 主な勝鞍
- 菊花賞（1951年）
- 鳴尾記念（1951年）
- 天皇賞（秋）（1952年）
- 毎日王冠（1953年）

## 参考資料
- 『天皇賞史I』 （フジテレビ製作、ポニーキャニオン販売）：1995年
- 『菊花賞史I』 （フジテレビ制作、ポニーキャニオン販売）：1997年
- 『中央競馬年鑑 昭和36年』 （日本中央競馬会）：1962年

## 血統表
母父の第六シアンモアは競走馬としてはオオツカヤマの名前で走り第1回東京優駿大競走で2着に入っている。
| トラツクオーの血統（ゲインズバラ系 /Galopin 5×5（父系） Buchan3×4=18.75% Gallinule5×5=6.25%） | トラツクオーの血統（ゲインズバラ系 /Galopin 5×5（父系） Buchan3×4=18.75% Gallinule5×5=6.25%） | トラツクオーの血統（ゲインズバラ系 /Galopin 5×5（父系） Buchan3×4=18.75% Gallinule5×5=6.25%） | （血統表の出典）              | （血統表の出典） |
| 父 *レイモンド Raymond 1930 鹿毛                                                              | 父の父Gainsborough 1915 鹿毛                                                                  | Bayardo                                                                                       | Bay Ronald                    | Bay Ronald       |
| 父 *レイモンド Raymond 1930 鹿毛                                                              | 父の父Gainsborough 1915 鹿毛                                                                  | Bayardo                                                                                       | Galicia                       |                  |
| 父 *レイモンド Raymond 1930 鹿毛                                                              | 父の父Gainsborough 1915 鹿毛                                                                  | Rosedrop                                                                                      | St.Frusquin                   | St.Frusquin      |
| 父 *レイモンド Raymond 1930 鹿毛                                                              | 父の父Gainsborough 1915 鹿毛                                                                  | Rosedrop                                                                                      | Rosaline                      |                  |
| 父 *レイモンド Raymond 1930 鹿毛                                                              | 父の母Nipisiquit 1924 鹿毛                                                                    | Buchan                                                                                        | Sunstar                       | Sunstar          |
| 父 *レイモンド Raymond 1930 鹿毛                                                              | 父の母Nipisiquit 1924 鹿毛                                                                    | Buchan                                                                                        | Hamoaze                       |                  |
| 父 *レイモンド Raymond 1930 鹿毛                                                              | 父の母Nipisiquit 1924 鹿毛                                                                    | Herself                                                                                       | Neil Gow                      | Neil Gow         |
| 父 *レイモンド Raymond 1930 鹿毛                                                              | 父の母Nipisiquit 1924 鹿毛                                                                    | Herself                                                                                       | Aida                          |                  |
| 母 大霹 1940 鹿毛                                                                             | 母の父第六シアンモア 1929 鹿毛                                                                | *シアンモア                                                                                   | Buchan                        | Buchan           |
| 母 大霹 1940 鹿毛                                                                             | 母の父第六シアンモア 1929 鹿毛                                                                | *シアンモア                                                                                   | Orlass                        |                  |
| 母 大霹 1940 鹿毛                                                                             | 母の父第六シアンモア 1929 鹿毛                                                                | パシフィック                                                                                  | *ガロン                       | *ガロン          |
| 母 大霹 1940 鹿毛                                                                             | 母の父第六シアンモア 1929 鹿毛                                                                | パシフィック                                                                                  | 第二プロポンチス              |                  |
| 母 大霹 1940 鹿毛                                                                             | 母の母霹啓 1934 鹿毛                                                                          | *クラックマンナン                                                                             | Lomond                        | Lomond           |
| 母 大霹 1940 鹿毛                                                                             | 母の母霹啓 1934 鹿毛                                                                          | *クラックマンナン                                                                             | Pretty Polly                  |                  |
| 母 大霹 1940 鹿毛                                                                             | 母の母霹啓 1934 鹿毛                                                                          | 蕾碧                                                                                          | *ペリオン                     | *ペリオン        |
| 母 大霹 1940 鹿毛                                                                             | 母の母霹啓 1934 鹿毛                                                                          | 蕾碧                                                                                          | 第五シルバーバットン F-No.4-g |                  |